# Chapelle des Pénitents blancs de Lambesc
La Chapelle des Pénitents blancs est une chapelle située à Lambesc, dans le département des Bouches-du-Rhône, en France. Elle fait l’objet d’une inscription au titre des monuments historiques depuis le 1er avril 1996.